# DREAMERS ONLY
『DREAMERS ONLY』（ドゥリーマーズ・オンリー）は、日本のロックバンド、PERSONZの4枚目のオリジナル・アルバム。

## 解説
前作『NO MORE TEARS』から僅か9か月でのオリジナル・アルバム。
1989年、2枚目のリリースとなった。
6thシングル『Fallin' Angel -嘆きの天使-』と同時発売された。
同シングルのカップリングはPanasonicヘッドフォンステレオCMソングの2曲目となる『Dreamers』を収録。
NYにて1ヶ月レコーディング。
「DREAMERS ONLY SPECIALツアー」として日本武道館、大阪城ホール、名古屋レインボーホールとアリーナ・ツアーが行われた。
LPレコードが発売された最後の作品となった。

## パッケージ仕様
初盤CDは三方背BOX仕様で歌詞ブックレットが三方背BOXの大きさに合わせて作られている。

## チャート成績
同日に発売された工藤静香の2ndベスト・アルバム『HARVEST』を抑え、1989年12月18日付のオリコン週間アルバムチャートで初登場1位を獲得した。

## 収録曲
| 全作詞: JILL、全編曲: PERSONZ。 |                                |           |        |      |
| #                               | タイトル                       | 作詞      | 作曲   | 時間 |
| 1.                              | 「Fallin' Angel -嘆きの天使-」 | JILL      | 渡邉貢 | 5:14 |
| 2.                              | 「Dreamers」                   | JILL      | 渡邉貢 | 4:55 |
| 3.                              | 「Love Is Mystery」            | JILL      | 渡邉貢 | 4:47 |
| 4.                              | 「Lonesome Paradise」          | JILL      | 渡邉貢 | 5:02 |
| 5.                              | 「One More Dream」             | JILL      | 藤田勉 | 5:42 |
| 6.                              | 「Magic Moments」              | JILL      | 渡邉貢 | 5:34 |
| 7.                              | 「Plastic Beauty」             | JILL      | 本田毅 | 4:49 |
| 8.                              | 「Inside Storm」               | JILL      | 藤田勉 | 3:52 |
| 9.                              | 「Déjà Vú」                    | JILL      | 本田毅 | 4:44 |
| 10.                             | 「Special Sparklin' Hearts」   | JILL      | 本田毅 | 4:52 |
| 11.                             | 「Singin' In The Rain」        | JILL      | 渡邉貢 | 8:09 |
| 合計時間:                       | 合計時間:                      | 合計時間: | 57:40  |      |

## 品番
- CD:TECN-28001（1989.12.6）
- LP:TEJN-28001（1989.12.6）
- MT:TETN-28001（1989.12.6）
- CD:TECN-20353（1996.7.21）※LOW PRICE盤[4]
- CD:TECI-1199（2008.7.23）※紙ジャケット仕様限定盤[5]
- CD:TEI-42（2014.3.26）※Loppi･HMV限定盤